# Petre Becheru
Petre Becheru   (Drăgănești-Vlașca, 16 de maig de 1960) és un aixecador de peses romanès, ja retirat, que va competir durant la dècada de 1980.
El 1984 va prendre part en els Jocs Olímpics d'Estiu de Los Angeles, on guanyà la medalla d'or en la competició del pes pesant lleuger del programa d'halterofília. En el seu palmarès també destaca una medalla d'or al Campionat del món d'halterofília de 1984 i una de bronze al Campionat d'Europa del 1987. A nivell nacional guanyà deu campionats nacionals entre 1980 i 1990.